# Samo ubojstva u zgradi
Samo ubojstva u zgradi (eng. Only Murders in the Building) američka je humoristična kriminalistička dramska serija koju su osmislili Steve Martin i John Hoffman. Radnja prati troje neznanaca (tumače ih Steve Martin, Martin Short i Selena Gomez) koje povezuje zajednička strast prema podcastima o istinitim zločinima. Njih troje postaju prijatelji dok istražuju niz sumnjivih ubojstava u luksuznoj zgradi Arconia na Upper West Sideu na Manhattanu te o slučajevima snimaju vlastiti podcast pod nazivom „Only Murders in the Building“. Serija je dosad imala četiri sezone s po deset epizoda, premijerno prikazane u kolovozu 2021., lipnju 2022., kolovozu 2023. i kolovozu 2024. godine. Premijerno se emitira na Hulu i Disney+ platformi od 31. kolovoza 2021. U Hrvatskoj osim na Disney+ platformi premijerno se prikazuje od 5. listopada 2023. na Star Channelu.
U rujnu 2024. najavljena je peta sezona, čija je premijera zakazana za 9. rujna 2025. godine.

## Radnja
Nakon otkrića stravične smrti u zgradi na Upper West Sideu, izmišljenoj zgradi Arconia, tri stanara zgrade koji nisu međusobno povezani odmah sumnjaju da se radi o ubojstvu i ujedinjuju se kako bi istražili incident. Dok snimaju podcast kako bi dokumentirali slučaj, njih troje otkrivaju zgradine tajne u vezi s događajima koji su se davno dogodili.

## Pregled serije
U Hrvatskoj osim na Disney+ platformi premijerno će se početi prikazivati na Star Channelu od 5. listopada 2023.
| Sezona | Sezona | Epizoda | Prikazivanje u SAD-u | Prikazivanje u SAD-u | Hrvatsko prikazivanje | Hrvatsko prikazivanje |
| Sezona | Sezona | Epizoda | Premijera            | Finale               | Premijera             | Finale                |
| ------ | ------ | ------- | -------------------- | -------------------- | --------------------- | --------------------- |
|        | 1.     | 10      | 31. kolovoza 2021.   | 19. listopada 2021.  | 5. listopada 2023.    | 2. studenoga 2023.    |
|        | 2.     | 10      | 28. lipnja 2022.     | 23. kolovoza 2022.   | 9. studenoga 2023.    | 7. prosinca 2023.     |
|        | 3.     | 10      | 8. kolovoza 2023.    | 3. listopada 2023.   | 26. rujna 2024.       | 24. listopada 2024.   |
|        | 4.     | 10      | 27. kolovoza 2024.   | 29. listopada 2024.  | Još nije najavljeno   | Još nije najavljeno   |
|        | 5.     | –       | 5. rujna 2025.       | –                    | Još nije najavljeno   | Još nije najavljeno   |

## Glumačka postava
| Lik                  | Glumac                  | Sezona   | Sezona   | Sezona | Sezona   |
| Lik                  | Glumac                  | 1        | 2        | 3      | 4        |
| -------------------- | ----------------------- | -------- | -------- | ------ | -------- |
| Charles-Haden Savage | Steve Martin            | Glavni   | Glavni   | Glavni | Glavni   |
| Oliver Putnam        | Martin Short            | Glavni   | Glavni   | Glavni | Glavni   |
| Mabel Mora           | Selena Gomez            | Glavni   | Glavni   | Glavni | Glavni   |
| Oscar Torres         | Aaron Dominguez         | Glavni   |          |        |          |
| Jan Bellows          | Amy Ryan                | Glavni   | Sporedni |        | Sporedni |
| Alice Banks          | Cara Delevingne         |          | Glavni   |        |          |
| Poppy White          | Adina Verson            | Gost     | Glavni   |        |          |
| Howard Morris        | Michael Cyril Creighton | Sporedni | Sporedni | Glavni | Glavni   |

- Steve Martin kao Charles-Haden Savage, polu-umirovljeni glumac koji je bio zvijezda popularne kriminalističke drame iz 1990-ih, "Brazzos".
- Martin Short kao Oliver Putnam, ambiciozan, ali financijski "težak", broadwayski redatelj koji predloži ideju podcasta i postaje njegov redatelj.
- Selena Gomez kao Mabel Mora, mlada umjetnica koja živi sama u tetkinom stanu, bila je prijateljica sa žrtvom ubojstva prve sezone.
- Aaron Dominguez kao Oscar Torres, Mabelin i Timov prijatelj koji je nepravomoćno osuđen za ubojstvo njihove prijateljice Zoe deset godina ranije, a koji je nedavno pušten iz zatvora.
- Amy Ryan kao Jan Bellows, profesionalna fagotistkinja koja počinje izlaziti s Charlesom.
- Cara Delevingne kao Alice Banks, umjetnik i Mabelina simpatija
- Adina Verson kao Poppy White, Cindyna ambiciozna, ali zlostavljana asistentica. Kasnije otkriva svoj pravi identitet Becky Butler, teme kriminalističkog podcasta All Is Not OK u Oklahomi.
- Michael Cyril Creighton kao Howard Morris, stanovnik Arconije koji voli mačke, njegova je uginula iste noći kao i žrtva prve sezone.

## Vanjske poveznice
- Službena stranica na hulu.com
- Službena stranica na starchannel-hr.com
- Samo ubojstva u zgradi u internetskoj bazi filmova IMDb-a